# Saules aveugles, femme endormie
Pour l'adaptation cinématographique en film d'animation par Pierre Földes, voir Saules aveugles, femme endormie (film).
Saules aveugles, femme endormie (めくらやなぎと眠る女, Mekurayanagi to nemuru onna) est un recueil de 23 nouvelles écrites par l'auteur japonais Haruki Murakami. Les nouvelles de cet ouvrage ont été écrites entre 1980 et 2005, et publiées au Japon dans divers magazines et collections. Le contenu de cette compilation fut sélectionné par Murakami et initialement publié en anglais en 2006 (son équivalent japonais sortit plus tard en 2009). Ces nouvelles ont été traduites du japonais par Hélène Morita. 
Murakami considère ce recueil comme étant son premier véritable recueil en anglais depuis L'éléphant s'évapore (1993) et considère Après le tremblement de terre (2000) comme étant plus proche d'un  album-concept, étant donné que ses nouvelles sont regroupées autour de thèmes communs.
Dans les notes d'introduction de l'édition anglaise de Saules aveugles, femme endormie, Murakami déclare, « l'écriture de romans est un défi, l'écriture de nouvelles est une joie. Si on compare l'écriture de romans à la plantation d'une forêt, alors l'écriture de nouvelles revient à planter un jardin. » Cette analogie peut donner au lecteur une idée de ce qui l'attend.

## Contenu
La plupart des nouvelles de cette collection est publiée précédemment dans des périodiques japonais, puis traduites dans des magazines littéraires, même si certaines sont révisées pour Saules endormis. Les nouvelles sont listées ci-dessous selon l'ordre dans lequel elles apparaissent dans le livre. 
| Titre en français                                                                      | Titre en romanji                                                            | Titre en japonais                                               |
| -------------------------------------------------------------------------------------- | --------------------------------------------------------------------------- | --------------------------------------------------------------- |
| Saules aveugles, femme endormie                                                        | Mekurayanagi to, nemuru onna                                                | めくらやなぎと、眠る女                                          |
| Le jour de ses vingt ans                                                               | Bāsudei gāru                                                                | バースデイ・ガール                                              |
| La tragédie de la mine de New York                                                     | Nyū Yōku tankō no higeki                                                    | ニューヨーク炭鉱の悲劇                                          |
| L'avion où Il se parlait à lui-même comme s'il lisait un poème                         | Hikōki-arui wa kare wa ika ni shite shi wo yomu yō ni hitorigoto wo itta ka | 飛行機―あるいは彼はいかにして詩を読むようにひとりごとを言ったか |
| Le miroir                                                                              | Kagami                                                                      | 鏡                                                              |
| Un récit folklorique de notre temps : la préhistoire du capitalisme à son stade ultime | Warera no jidai no fōkuroa-kōdo shihonshugi zenshi                          | 我らの時代のフォークロア―高度資本主義前史                       |
| Le couteau de chasse                                                                   | Hantingu naifu                                                              | ハンティング・ナイフ                                            |
| Le bon jour pour les kangourous                                                        | Kangarū-biyori                                                              | カンガルー日和                                                  |
| Le petit grèbe                                                                         | Kaitsuburi                                                                  | かいつぶり                                                      |
| Les chats mangeurs de chair humaine                                                    | Hito-kui neko                                                               | 人喰い猫                                                        |
| L'histoire d'une tante pauvre                                                          | Binbō na obasan no hanashi                                                  | 貧乏な叔母さんの話                                              |
| Nausée 1979                                                                            | Ōto 1979                                                                    | 嘔吐1979                                                        |
| Le septième homme                                                                      | Nanabanme no otoko                                                          | 七番目の男                                                      |
| L'année des spaghettis                                                                 | Supagetī no toshi ni                                                        | スパゲティーの年に                                              |
| Les vicissitudes des piqu'rocks                                                        | Tongari-yaki no seisui                                                      | とんがり焼の盛衰                                                |
| "L'homme de glace"                                                                     | "Kōri otoko"                                                                | 氷男                                                            |
| Les crabes                                                                             | Yakyūjō                                                                     | 野球場                                                          |
| La luciole                                                                             | Hotaru                                                                      | 螢                                                              |
| Hasard, hasard                                                                         | Gūzen no tabibito                                                           | 偶然の旅人                                                      |
| La baie de Hanalei                                                                     | Hanarei Bei                                                                 | ハナレイ・ベイ                                                  |
| Où le trouverai-je?                                                                    | Doko de are sore ga mitsukarisō na basho de                                 | どこであれそれが見つかりそうな場所で                            |
| La pierre-en-forme-de-rein qui se déplace chaque jour                                  | Hibi idō suru jinzō no katachi wo shita ishi                                | 日々移動する腎臓のかたちをした石                                |
| Le singe de Shinagawa                                                                  | Shinagawa saru                                                              | 品川猿                                                          |

- La nouvelle Tony Takitani (トニー滝谷?) (trouvée dans la version américaine du recueil) est adaptée en un film du même nom Tony Takitani, réalisé en 2004 par Jun Ichikawa.
- Les cinq dernières nouvelles apparaissent dans la collection Tōkyō kitanshū (Les Mystères de Tokyo) publiée au Japon en 2005.
- La nouvelle Hotaru - La luciole - est reprise sous une forme légèrement différente dans La Ballade de l’impossible ( ノルウェイの森, Noruwei no mori).

## Récompenses
- Frank O'Connor International Short Story Award - Septembre, 2006[4]
- Kiriyama Prize - Février, 2007[5] - À la suite de l'annonce de la remise de prix, Murakami a refusé la récompense pour des raisons de principes personnels.